# Мике (Хесен)
Мике (њем. Mücke) општина је у њемачкој савезној држави Хесен. Једно је од 19 општинских средишта округа Фогелсберг. Према процјени из 2010. у општини је живјело 9.769 становника. Посједује регионалну шифру (AGS) 6535013.

## Географски и демографски подаци
Мике се налази у савезној држави Хесен у округу Фогелсберг. Општина се налази на надморској висини од 280 метара. Површина општине износи 86,2 km². У самом мјесту је, према процјени из 2010. године, живјело 9.769 становника. Просјечна густина становништва износи 113 становника/km².

## Међународна сарадња
| Мјесто     | Држава | Врста сарадње | Од    |
| ---------- | ------ | ------------- | ----- |
| Сидфалстер | Данска | партнерство   | 1990. |
| Извор      |        |               |       |